# Verblijfsgebied
Een verblijfsgebied (afgekort VG) is in Nederland volgens het bouwbesluit de bouwkundige term  voor een deel van een gebouw, waar ten minste één verblijfsruimte deel van uitmaakt. Een verblijfsgebied kan ook uit één of meer ruimtes bestaan die zich op dezelfde bouwlaag bevinden en anders zijn dan een verkeersruimte, badruimte/sanitaire ruimte, toiletruimte en technische ruimte. Deze ruimtes vormen binnen een verblijfsgebied een groep. Volgens het Nederlandse Bouwbesluit moet minimaal 55% van de gebruiksoppervlakte van een gebruiksfunctie een verblijfsgebied zijn.